# Resia umbratica
Resia umbratica är en tvåhjärtbladig växtart som beskrevs av Fern. Alonso. Resia umbratica ingår i släktet Resia och familjen Gesneriaceae. Inga underarter finns listade i Catalogue of Life.